# 菱湖街道
菱湖街道，是中华人民共和国安徽省安庆市大观区下辖的一个乡镇级行政单位。

## 行政区划
菱湖街道下辖以下地区：
菱湖新村社区、湖滨新村社区、公园社区、柏子桥社区、东二巷社区、戏校南路社区、纺织南路社区和纺织西路社区。